# Ihmerterbach
Ihmerterbach ist als ein Teil der ehemals selbstständigen Gemeinde Ihmert seit dem 1. Januar 1975 ein Ortsteil der Stadt Hemer in Nordrhein-Westfalen. Die Ortschaft liegt zwischen Johannistal und Sülberg im Norden, Holmecke im Westen sowie Im Hasberg im Südwesten.
Die erste Besiedlungswelle in Ihmerterbach setzte in der ersten Hälfte des 18. Jahrhunderts ein. Im Jahr 1705 gab es in Ihmerterbach erst eine Ansiedlung, 1730 lebten dort schon 27 Bewohner. Ihmerterbach ist seitdem industriell geprägt, mehrere Unternehmen der Drahtindustrie haben sich dort angesiedelt, so dass vor allem deren Mitarbeiter nach Ihmerterbach zogen. Bis 1885 ist die Bevölkerungszahl auf 89 Einwohner gestiegen.